# Mustikkasaari (ö i Norra Savolax, Varkaus, lat 62,57, long 27,51)
Mustikkasaari är en halvö i Finland. Den ligger i sjön Kotajärvi och i kommunen Leppävirta i den ekonomiska regionen  Varkaus ekonomiska region  och landskapet Norra Savolax, i den centrala delen av landet, 300 km nordost om huvudstaden Helsingfors.